# ワリア
ワリア（WalliaまたはVallia, Valia、? – 418年）は西ゴート族の王。西ゴート王国を建国し初代の王となった。在位：415年 – 418年。

## 来歴
415年、西ゴート族とその王アタウルフは、コンスタンティウス3世率いるローマ軍に押されてイベリア半島に移動した。同年、アタウルフはバルキノで復讐にあい、暗殺された。次の王になったシゲリックは有力貴族の支持を得て王位を得た。先代とは逆に反ローマ帝国政策を志向し、遠征を企図した。一方で先代アタウルフの息子たちに死刑判決を下した。しかし在位わずか7日でシゲリックは暗殺された。
シゲリックの次に王位に就いたワリアは、ジブラルタル海峡を渡ってアフリカ大陸に渡ろうとした。アフリカへの移動は既にアラリック1世が企図していたことであった。そのため416年にワリアはローマと和平条約を結び、60万モディイの穀物を受け取る代わりに、西ローマ皇帝ホノリウスの姉妹でアタウルフの未亡人であるガッラ・プラキディアの身柄を返還すること、またイベリア半島にあってローマと敵対するヴァンダル族、アラン人、スエビ族と戦うことになった。
条約に従ってワリアはガッラ・プラキディアをローマに返還し、シリンジイ系ヴァンダル族を攻撃してほとんど撃滅した。生き残った者はハスディンジイ系ヴァンダル族の許に逃げて保護を受けた。次いで西ゴート族はアラン人を攻撃してこれをほとんど撃滅し、残存勢力はハスディンジイ系のヴァンダル族に合流した。
418年、西ゴート族はガリアに呼び戻され、ガリア・アクィタニアやノウェンポプラナ、ガリア・ナルボネンシスに定住する許可を得た。その都にはトロサが定められた。ゴート族の移住は概ね平和裏に行われ、先住のローマ人が持つ土地所有権をめぐる問題は、土地所有権と徴税権を分離することで解決され、租税の三分の二が軍事費として西ゴート族に、三分の一が内政のためローマ人に収められることが決められた。また土地の三分の一はゴート族の客人の居住地として明け渡すこととされた。
新たな王国を整備している途上の418年、ワリアはトロサで急死した。約40年後、ワリアの孫（甥とも。母がワリアの娘または姉妹）リキメルは西ローマ帝国のマギステル・ミリトゥムに就任してこれを牛耳ることになる。

## 史料
- ヨルダネス: De origine actibusque Getarum
- オロシウス: Historium adversum paganos. VII巻43, 4-7
- オリュンピオドロス: Fragmente